# Nephrotoma lugens
Nephrotoma lugens is een tweevleugelige uit de familie langpootmuggen (Tipulidae). De soort komt voor in het Nearctisch gebied.